# Irma Cuña
Irma Cuña, ( Neuquén, 2 de septiembre de 1932 - Neuquén, 16 de mayo de 2004) fue una poeta y profesora Universitaria en Letras argentina. Hija de inmigrantes de Galicia, representa una de las máximas figuras de la literatura patagónica. Escribió poesía y ensayo. Publicó en libros unitarios, en antologías, en revistas, diarios, plaquetas y casetes. Algunos títulos, en ensayo, Identidad y Utopía, UNCo, 2000; en poesía: "El riesgo del olvido", Ediciones Culturales de la Ciudad, Municipalidad de Neuquén, l992; El extraño, cuya primera edición la realizó Siringa, Neuquén, 1977; Antología Poética, Fondo Nacional de las Artes, 1996, entre otros. En esta ciudad, después de sufrir una enfermedad neurológica que la tuvo postrada sus últimos meses murió en mayo de 2004 a los 71 años.;.

## Sus inicios
Después de finalizar sus estudios primarios y secundarios en su ciudad natal (Neuquén Capital), cursó la carrera de letras en la Universidad Nacional del Sur, en Bahía Blanca donde fue discípula del gran ensayista Ezequiel Martínez Estrada (La cabeza de Goliat, uno de los primeros ensayos donde se aborda a conciencia las sutilezas del imperio).
De esa universidad obtuvo una beca que le permitió estudiar oralidad y escritura en el College de France, con Marcel Bataillon. Inició allí su tesis doctoral sobre el personaje del Siglo de Oro español Pedro de Urdemales que terminó en sus años de exilio en la Universidad Autónoma de México, para su obtener su doctorado en literatura española.
A su regreso en el país, a mediados de la década de 1960, se casó con Enrique Silberstein, economista y periodista. Se dedicó a la docencia en varios institutos y universidades, mientras continuaba con la escritura de poesía. En 1975, junto a su esposo debió exiliarse en Méjico debido a las amenazas sufridas por parte de la Triple A. Una experiencia que marcó su obra, cruzada por su compromiso con la defensa de los derechos humanos y los derechos de la mujer.
Retornó a Neuquén en 1989 y a partir de 1990 como investigadora del Conicet se dedicó a estudiar el pensamiento utópico latinoamericano, cuestión que la llevó a escribir América Latina, utopía o realidad; Latinoamérica, utopía latente; América Latina, la utopía como síntoma; Utopía musical en Daniel Moyano e Identidad y utopía, dos grandes sombras en Latinoamérica. A su vez estuvo a cargo de la cátedra Libre de Pensamiento Utópico en Humanidades de la Universidad Nacional del Comahue.
En 1999 fue designada miembro de número de la Academia Argentina de Letras en representación de la literatura patagónica. Significó un doble reconocimiento, en primer lugar a su obra y en segundo término a la producción literaria regional, que le valiera una gran aceptación entre los escritores más jóvenes, Además fue docente secundaria y universitaria y profesora consulta de la Universidad Nacional del Comahue, además de su oficio como traductora de francés.

## Obra
En ensayo, entre sus libros figuran Inmortalidad y Ausencia de Pedro de Urdemales, Símbolos de Don Segundo Sombra, La Muerte en el árbol y El Mito de Narciso en la poesía de García Lorca. Identidad y Utopía, UNCo, 2000.
En poesía, sus obras son “Neuquina”, (Bahía Blanca, Pampa-Mar) 1956; “El riesgo y el olvido”, (México) 1962; “Cuando la voz cae”, (México, Pájaro Cascabel) 1963; “Menos plenilunio”, (México, Pájaro Cascabel) 1964; “Maneras de morir”, Castelar 1974; “El extraño”, (Neuquén, Siringa) 1977; “La divisa del emboscado”, 1982, todos reunidos, con textos inéditos en “El riesgo del olvido”,(Municipalidad de Neuquén) 1991, con prólogo de Gerardo Burton. Antología Poética, Fondo Nacional de las Artes, 1996. Este libro se ubica en la Serie Poetas Argentinos Contemporáneos, donde se hallan publicados, entre otros, los poetas argentinos Diana Bellessi, Leopoldo Castilla, Horacio Castillo, Santiago Kovadloff.
En 1999 hubo dos ediciones simultáneas de “El Príncipe”, largo poema sobre mitos mexicanos que había quedado traspapelado en su archivo. Luego hubo otras dos ediciones antológicas, una publicada por Último Reino en 2000 –“Poesía junta”- y otra del Fondo Nacional de las Artes. Simultáneamente, continuó editando en plaquetas (con edición artesanal): “Angélicos”, 1999; “estar en Ti/Salmos en Neuquén”, 2001; “Poesiestrenar” (fotocopias) 2004, todos por Arteletra, de Guillermo Inda. “Patagónica, Neuquina y otros poemas” (Edición Municipalidad de Neuquén) 2004, con ilustraciones del artista visual Carlos Alberto Juárez, único volumen disponible, que es una antología que la secretaría de Cultura municipal editó el mismo año del fallecimiento de Cuña. En paralelo, hubo varios ensayos sobre pensamiento utópico latinoamericano, publicados por la Universidad Nacional del Comahue, entre otros sellos.
Póstumamente, en julio de 2010 se presentó “200 años de Poesía Argentina” de la editorial Alfaguara. Este libro estuvo a cargo del antólogo Jorge Monteleone, quién participa de la presentación y luego hay 10 poetas incluidos en la Antología que leen poemas propios y de otros autores. En el encuentro pueden escuchar párrafos del Martín Fierro, poemas de Baldomero Fernández Moreno, Juan L. Ortiz, Irma Cuña y Alejandra Pizarnik entre muchos otros autores. Participan también poetas como Eduardo Mileo, Rodolfo Alonso, Nini Bernardello, Alberto Epumer, Santiago Silvestre, Irene Gruss, Fernando Noy y Liliana Ponce.
En 2013 fue publicada la antología poética "Pasajera del viento / Irma Cuña (1.ª ed. - Buenos Aires : Fondo de Cultura Económica) a cargo de su gran admiradora la poetisa Irene Gruss. En 2015 fueron publicados sus poemas “Neuquina” y “Una manera de morir”. En la antología nacional “Mucha, mucha poesía – Tres siglos de poesías y canciones”, con coordinación editorial Daniela Allerbon.

## Poetisa Patagónica
En un pueblo, capital de la provincia, cruzado por canales y alamedas y dominado por el viento y los médanos, en una callada calle -Sarmiento al 600- vivió su infancia y adolescencia Irma Cuña. Sus padres gallegos se habían instalado en Neuquén como muchos otros inmigrantes. El padre alternaba el oficio de peluquero con la ejecución de un instrumento de viento en la Banda de Policía.
La escuela primaria de Irma fue la número 61, en el bajo neuquino, de la cual egresó en 1945. En la escuela secundaria, en el antiguo Colegio San Martín de la calle Láinez, la recuerda Pilar Jabat, quien, si bien no fuera compañera de curso, cuenta que regresaban juntas de la escuela.
Aproximadamente en 1950 le dedicó una poesía antes de partir hacia Bahía Blanca: "Porque eres pausada/porque eres serena/porque eres la tierna y amiga palabra/que dice el silencio comprensivo y quieto/. 
Te siento a mi lado cual todas las tardes/de los lentos pasos y los libros graves/camino a la escuela/camino de vuelta/. Porque ya no vuelvo/porque habré partido/te dejó mi afecto, te doy mi cariño/y este pobre verso sincero y sencillo."
Esa "muchacha comunicativa y risueña", como dice Pilar, estuvo junto a su hermana Teresita en mi casa, encargando a mi madre un bordado a máquina en un vestido. La niña que la observaba, la rememora hoy con admiración y afecto.
Después cursará la carrera de profesora en Letras en la Universidad Nacional del Sur, en Bahía Blanca. Más tarde, en tierras francesas mientras realizó un curso con Marcel Bataillon, comenzó sus estudios sobre el personaje Pedro de Urdemales. Pero necesitó de otro viaje y otra realidad para terminarlos. El lugar elegido fue México, donde cursó el doctorado en Letras Españolas y donde defendió su tesis. Vivió cuatro años en el país azteca, y allí quedaron poesías inmensas para atestiguar su maravilla ante el poderoso mensaje de los grandes indígenas de América. Más tarde, México, donde se doctoró.
En épocas difíciles -durante la década del 70- quiso exponer una charla en el Instituto del Profesorado del Neuquén, pero su estadía fue breve y accidentada, ya que tuvo que volver repentinamente a Buenos Aires, advertida de que era perseguida.
Cuando volvió a Argentina se casó, con el doctor en Ciencias Económicas y escritor Enrique Silberstein. De ese matrimonio quedaron dos hijas, y la poetisa vivió poemas de profundidad entrañable, poemas de amor, de olvido y ausencia.
Tuvo una prolífica labor en Buenos Aires. Fue fundadora y directora de estudios del profesorado Joaquín V. González, profesora secundaria, traductora de francés. Escribió monografías, ensayos, y por supuesto, poesía.
En el Consejo de Investigaciones Científicas y Técnicas se dedicó a un afán que le consumiría la vida: el estudio, el análisis de la Utopía, esa palabra tantas veces esgrimida y pocas veces comprendida. 
En 1992, se encontró en Buenos Aires con quien era entonces secretaria de Cultura de Neuquén, Hilda López. Irma Cuña la estaba pasando bastante mal económicamente. Y tenía ganas de volver al terruño. López la repatrió, y desde aquel año nunca más se movió de Neuquén. Aquí continuó su tarea en la Universidad Nacional del Comahue dictando el Seminario sobre Utopía, y en otras actividades, ligadas al quehacer cultural neuquino.
En 1999, la Academia Argentina de Letras la incorporó como miembro a su personal. El reconocimiento llegó para orgullo personal de ella y de toda la provincia.
Desde esa época, la incorporó a su plantel y a su vida el actual secretario de Cultura y Turismo municipal, Oscar Smoljan.

## Crítica sobre su obra
La Poeta y profesora en Letras Marta Ramos sostuvo que Irma Cuña siguió escribiendo y regalándonos antologías y selección de poesías. Pero esa mujer, que vivenció su tierra en “Neuquina” (1956), su primera obra editada por Pampa-Mar en Bahía Blanca, nos mostró muchas facetas, nos señaló caminos y se constituyó en un referente ineludible de las letras patagónicas.
Según palabras de Sergio Kisielewsky, Irma Cuña podría definirse como licenciada en Letras, discípula de Ezequiel Martínez Estrada y sobre todo poeta de la Patagonia, quien una obra de contenida emotividad. Además considera que la obra “Pasajera del viento” es una cuidada antología de sus libros. Con selección y prólogo de la poeta porteña Irene Gruss, la edición es todo un acto de justicia como el que rinde Cuña a Li Po (“Fría, la luna otoñal res-plandece en el álamo blanco”), tal vez el más grande poeta chino de todos los tiempos, y a “La divisa del emboscado”, una suerte de título donde confluyen los martirios de los mapuches y los perseguidos de fines del siglo XX en nuestro país (“La noche entera / combate con el otro / hasta alcanzar a verlo. / Cuando amanece / por las calles / se derrumba en la mitad del simulacro”). Cuña es parte de una ola gigante. De la lectura de su obra se sale distinto.
Así mismo afirmó como un recuerdo de lo perdido y lo recuperado en la intemperie, tanto en el desierto y en el mar que siempre recomienza, Irma Cuña escribe sobre cómo jugar entre almohadones y crear el efecto allí en la zona lúdica en que se estará toda la vida, una evocación que atraviesa como un rayo lo que ocurrió en la primera infancia entre cactus, desierto y soledad. “¿Las palabras dispersan?”, pregunta mientras su poesía incluye la temática de un diario íntimo que siempre relata lo justo y por demás imprescindible. Un libro que poetiza y selecciona los mejores recuerdos, los primeros seres que fundaron la hermandad, la amistad, lo familiar en las primeras experiencias de vida. La escritura es reveladora, mítica donde las tardes no son de nadie y el vaso de agua es tal vez un manantial en el medio del desierto .Su lenguaje poético tiene el ritmo de los sueños, poemas encabalgados con la desmesura del paisaje cuando la diversión y el bullicio se terminan porque las tropas comienzan a pasar. En la antología de los libros Neuquina, El riesgo y el olvido, De cuando la voz cae, De menos plenilunio y El Príncipe da sentido a los mundos coti-dianos sin renunciar a las imágenes y a las travesuras líricas (“ha estallado su flor de seda roja / en la espina durísima y reseca”). Y reitera sin repetirse, efecto que pocos escritores logran. Por momentos el tono es fellinesco, como cuando se ríe de lo que ocurre a su alrededor; en suma, risa por los cambios en su propio rostro de frente al viento, como si de la presencia del mar, su oleaje, su cordón invisible en la mirada de la poeta se obtuviera lo necesario para vivir y respirar. Poesía para crear una imagen del amado que deja la casa, casi con la intensidad del frío del Sur y de pronto se escucha el sonido de una mandolina que es como decir: algo se perdió entre las rocas mojadas y hay que recomenzar. Irma Cuña es una poeta de la Patagonia hasta los huesos, y alguien que también escribe pues debe cumplir con el alquiler y corregir exámenes de sus alumnos, y eso también la vuelve universal, íntima y batalladora con la palabra justa, con la lírica menos complaciente.
Opinó Irene Gruss "compleja tarea la de indagar o asir a 'la que fue por el aire', la que vivió, huyó y regresó a un desierto, y fundó en palabra lo abstracto, no sólo lo etéreo. Descubrir a Irma Cuña se parece al intento de recoger los hilos que se desprenden del diente de león y flotan, se escapan de la mano, intangibles (nota de Gabriela Borrelli Azara, a raíz de la publicación Pasajera del Viento de Irma Cuña . Fondo de Cultura Económica, 2013).
Alicia Genovese sostuvo que sin haber sido demasiado difundida en el nivel nacional, la poesía de Irma Cuña (1932-2004) ha ejercido una intensa gravitación en la literatura patagónica y desde ahí sigue proyectándose. Desde ahí se sostiene y obliga a recorrerla como quien redescubre, más allá de las diferentes posturas poéticas, los lugares por donde su poesía transita –pienso en Estaciones de la sed, de Raúl Mansilla, o en los poemas de Andrés Cursaro, por dar sólo dos ejemplos–. La vastedad de un paisaje barrido por el viento, las arenas en el aire, la sequedad, ese territorio de distancias inabarcables que, como ningún otro en el país, alienta a la constante fundación, a la constante afirmación –incluso de una identidad–, tiñe la poesía del sur. En Neuquina (1956), su primer libro, la necesidad de afirmación del origen coloca su escritura como una bandera en un espacio de bardas y dunas. Si en sus comienzos muestra destreza en el uso de metros como el heptasílabo o el endecasílabo.
Esta antología prologada y seleccionada por la poeta Irene Gruss presenta un recorrido por la obra de Irma Cuña que se convierte en un merecido reconocimiento. Habría que agregar algunos datos sorprendentes de su biografía: fue discípula de Ezequiel Martínez Estrada; en el Collège de France, estuvo dirigida en su tesis doctoral por Marcel Bataillon; fue miembro de la Academia Argentina de Letras. Una trayectoria nada habitual, sobre todo para una mujer o quizás por eso mismo, y porque luego decidió reinstalarse en su provincia, lo que tal vez propició que su figura no fuera destacada más allá del corpus regional.
Pero además de las improntas ligadas al territorio, ese hilo poético lleva un sello, una huella de humanidad doliente que no podría asociarse estrictamente con ningún dato biográfico, geográfico o histórico. Una humanidad doliente que quizá tenga más relación con un destino perceptivo hacia el padecer, con un sentido del ser en la vicisitud al que se asocia el reiterado interrogante sobre la soledad.
En palabras de Rubén Boggi, Irma Cuña se dedicó a la Casa de la Poesía, a intentar seguir viviendo con motivaciones intelectuales en un país que naufragaba en la peor de sus crisis.
En el año 2000, el Fondo Nacional de las Artes publicó su antología poética, en la colección Poetas Argentinos Contemporáneos. Irma ya rumiaba su desesperanza. Peleaba contra la realidad, de la cual se fue apartando cada vez más.

Enferma, con mucho de tristeza además de las dolencias físicas, solía recurrir al teléfono para llamar a Smoljan, o algún otro de los pocos que andaban cerca de su vida. Eran llamados llenos de angustia, la angustia de una mente extremadamente inteligente y lúcida, debatiéndose en la imposibilidad impiadosa de la vida.
Ayer se fue. Abandonó esta tierra. Estas bardas, a las que inmortalizó con aquellos versos: “La duna es el recuadro de mi valle:/ mil olas no hace muchas removidas/ por el viento monótono y salvaje./ La duna es el paisaje de mí misma”.

Según Gerardo Burton la importancia de la neuquina Irma Cuña, para las literaturas australes del país, todavía no está medida por estudiosos e investigadores y, por eso mismo, no puede estimarse cuánto ha influido su poesía y su obra ensayística. Es fundamental poder determinar cómo esta hija de inmigrantes españoles, mutilada su vocación por el canto, ocupó un lugar en la literatura de la Patagonia escrita por patagónicos con una mirada propia que abandona la mirada del otro, del extranjero, del ajeno, sea éste conquistador, pionero, turista o petrolero.
Antes de Cuña están los escritores de comienzos del siglo XX, desde la fundación de la ciudad de Neuquén, que tuvo aportes de la masonería, del positivismo y del socialismo vernáculo: Eduardo Talero, un poeta colombiano desterrado por problemas de alcoba que repitió en el entonces territorio; Juan Julián Lastra, un magistrado judicial mecenas de Alfonsina Storni y también poeta, ambos imbuidos del modernismo de Rubén Darío y Leopoldo Lugones. También Marcelo Berbel y el telúrico Milton Aguilar que escribieron con una mirada puesta en la canción popular, en lo regional. Es posible decir que en el período de treinta años que va desde 1955 a 1985, quizá la única voz distinta en la poesía de Neuquén haya sido la de Juan José Brion. 
Pero Irma Cuña fue distinta desde el inicio: en su primera conferencia en la Biblioteca Alberdi a los veinticuatro años, en 1956, hablaba de la valoración de la poesía. Fue una invitación luego de haber publicado “Neuquina” y antes de viajar a París, becada en La Sorbona. Era recibida entonces como la “joven promesa” de la literatura. Pero no promesa, fue cumplimiento estricto de una labor ardua de paciente orfebre.
“Neuquina”, cuya primera edición apareció en 1956 en Bahía Blanca, mantiene el circuito desierto-oasis, reivindica el pasado y el presente mapuches y avanza un paso más, camino a la bisagra. Pero todo será antes y después de “El extraño”, ese libro de 1977 que, publicado por primera vez en Neuquén, materializa el gozne en cuyo eje gira la literatura. En las palabras preliminares de ese libro, Cuña identificó allí al poeta como extraño: es quien “lleva un signo en la frente”, los poetas son los “que no aceptan un mundo heredado y, peor aún, pretenden crear otro con la palabra”.
El primer circuito desierto-oasis es roto por “El Príncipe”, un largo poema de la década de 1960, reencontrado, que ella había atesorado y que irrumpió como un mandato desde el erotismo y la selva mexicana hasta la danza de los verdes y la sed saciada en el cenote. Esa es una de las dos épocas de su vida cuando más se concentra la producción poética. No sólo la publicada en esos años, sino la que mantuvo en reserva, quizás olvidada o silenciada por alguna razón, como ocurrió con “El príncipe”, cuya primera edición fue recién en 1999.
El circuito desierto-oasis-desierto comenzó a expandirse.
Simultáneamente con esa expansión y acaso por el contacto con la producción del lingüista croata Juan Benigar, cuyas libretas comenzó a estudiar con Rodolfo Casamiquela, por esa época se profundizó su búsqueda hacia el pensamiento utópico latinoamericano. Esa nueva originalidad se nutrió de las invenciones europeas previas al encuentro con América y plenas de las ficciones de anticipación de los siglos de la Ilustración. Pero el pensamiento de Cuña incorporó las utopías americanas de liberación, de retorno a los orígenes, de desciframiento de los mitos que constituyen la historia subyacente de un continente siempre nuevo. Ese derrotero, junto con el poético, ocupó las últimas dos décadas de su vida. Lo abordó desde las obras literarias, desde las crónicas que hablaban de la búsqueda de nuevos mundos paradisíacos, de una quimera tras la cual correr, para fortuna y no para la salvación. Pero ella la transformó: abandonó Trapalanda y Jauja, pero no por el Edén. Ella optó por el reino de justicia y paz anunciado en los Evangelios, en especial los de Lucas y Juan.
“Angélicos” se editó en 1999, a diez años de la primera edición de su obra poética completa (“El riesgo del olvido”, Neuquén, Cultura municipal, 1990).
En “Angélicos” casi desaparecen las referencias al paisaje patagónico, hay un hálito doméstico y una puja por ingresar en ese ámbito familiar que se le presentó cerrado, hosco y enemigo. Como casi nunca antes irrumpió en su poesía la cotidianeidad que a Irma Cuña le era hostil. De ahí las continuas referencias, algunas expresas, al recuerdo de Enrique Silberstein, su marido, a sus hijas y a sus nietas.
Su poesía en este punto se desgarra por lo inútil de sus esfuerzos por acercarse a sus próximos y por la eficacia de los mecanismos de distancia que continuaban alejándola, extrañándola. En estos textos ya se insinúa la cornisa de la locura, muro infranqueable.
Según el sitio oficial de la Provincia de Neuquén, las temáticas de sus escritos giraron principalmente en torno de los mapuches, la Patagonia, la poesía de García Lorca, la obra de Güiraldes y la nueva novela latinoamericana. A ello incorporó más tarde, a partir de las experiencias experimentadas durante su estadía en México, temas como la selva mexicana y los mitos mayas y aztecas.
Desde los inicios hasta sus últimos escritos, su obra remitió constantemente a la angustia y la proximidad de la muerte. Solía considerar que “entre la vida y la muerte cabe toda la poesía”.
Como sostiene Silvia Castro en la reseña publicada en la revista "Poesía Argentina", enero de 2014, a raíz del libro Pasajera del viento, de Irma Cuña (Fondo de Cultura Económica, 2013) su poética incluye al intruso como una tormenta de arena.
La escritura de Irma Cuña hace de esos puntos suspensivos la arena en la que “batallar una vida nada fácil, en una geografía marcada por la hostilidad, y una escritura en la que lo convencional ha sido, si no el peor, su más ensañado enemigo”. Estas palabras de la poeta Irene Gruss pertenecen al prólogo de Pasajera del viento, selección poética que realizó para Fondo de Cultura Económica, que posibilitará el acercamiento a la obra de Irma para muchos lectores a los que hasta el día de hoy les había resultado imposible.
La autora de esta selección, estima que “no hay etiqueta que pueda aplicarse porque cada poema y cada libro la expulsarían; a lo sumo, podría afirmar que por momentos unos se contradicen con otros, a la manera del fluir de Heráclito; nada es rígido en ella y todo muta”.
Afecta a las utopías, su lenguaje poético tiene la intensidad, el ritmo, la diversidad y la porfía de aquellos viajeros que llegaron a constatar la infinitud del mundo, como quien se animó alguna vez al desafío de contar granos de arena y nunca desistió.
En la tensión constante entre rigor y belleza, a su regreso a Neuquén es convocada para corregir el estilo literario de las leyes sancionadas por el gobierno provincial, proyecto que fracasa al poco tiempo. No tolera la voz de una poeta, del mismo modo que no suele salir airosa de la ejecución de los instrumentos de las bandas policiales.
Con Irma Cuña podemos concluir que “este libro nació por haber descubierto el signo que llevan en la frente algunos extraños: los que no aceptan un mundo heredado y, peor aún, pretenden crear otro con la palabra”. Palabras éstas de su prólogo a El Extraño, que precede a esta declaración de principios que son también fines, confines, marea, remolino.
En la nota llamada “La senda del coiron: escribir poesía en la Patagonia ¿Los paisajes hacen a los poetas?” Graciela Cros hace un recorrido por la cultura de la resistencia en la que se escribe como el coirón, una mata que crece en todas partes, aguante las inclemencias y es el sello de identidad de la Patagonia. Tierra de mapuches y onas, mezclada con relatos de viajeros. Y cuna de poetas, como la neuquina Irma Cuña, poeta, investigadora y docente, que con su militancia literaria abrió un camino a las voces femeninas que la siguieron y representan a lo más sustancial de las poéticas del sur del continente. Sostiene que afortunadamente en la actualidad puede ampliar con, por lo menos, una veintena de nombres de poetas mujeres.

## Pensamiento
En una entrevista afirmó, que "nuestra tierra es indígena, pero de un indígena asesinado. Sin embargo, es también Sayhueque, Collipilli, los que resistieron. Ellos preferían ser asesinados en masa, antes de ser tomados por el blanco. Esto queda. Como queda en las culturas el descubrir los huesos de dinosaurios. Estamos caminando sobre los dinosaurios y sobre los asesinados. El desierto tiene como definición el no: no hay pájaros, no hay flores, no hay plantas. Definirse por el no es una forma de definición. Eso gravita y se detecta a veces en las expresiones: el cegarnos para no ver ni ser lastimados por el reverbero o el desierto, nos obliga a protegernos en el imaginario, entonces ya no vivimos en una comarca real, sino en un imaginario. En ese juego de bisagra está la zona de definición de nuestra literatura, de las obras de teatro, del arte, etc. Creamos un mundo imaginario: lo real insoportable y lo imaginario soportable, aunque no edulcorado, es allí donde estaría nuestra literatura. Huir de la realidad es una presencia que está en toda la literatura argentina (...)"
Según el estudio de Fernando Lizárraga llamado “De Príncipes y principejos - Homenaje a Irma Cuña” artículo presentado en la I Jornadas de Literatura Argentina en la Patagonia (Morillas, 2005), sostiene que el libro “El Príncipe” presidía sus luchas por recuperar, ordenar, traducir e interpretar la libretas de Juan Beningar. El Príncipe moraba en el lenguaje oculto que pronunciaba Casamiquela y, al mismo tiempo, estaba en las calles de Neuquén blandiendo sus lanzas con punta de obsidiana. Por desgracia, la nobleza del Príncipe indígena no es moneda corriente entre los modernos principejos locales. 
Para Irma Cuña, la serena felicidad que le producía el recuerdo del noble maya era, también, un buen consuelo frente al maltrato, la humillación y el ninguneo que los poderosos de Neuquén le prodigaban. He aquí el costado más triste e indignante de la relación de Irma con el mundillo de los políticos profesionales. Debo decirlo sin rodeos. Muchos políticos neuquinos usaron a Irma, usaron su prestigio, quisieron revestirla de bronce para que se callara, para que se prestara quieta a los ritos fundacionales de una provincia que se afana por inventar próceres. Si no recuerdo mal, fue el actual vicegobernador, Federico Brollo, quien alguna vez la convocó para que corrigiera el estilo literario de las leyes sancionadas por la Legislatura Provincial. Irma se sintió halagada, le pareció una muy buena idea. Las leyes, pensaba Irma, no sólo deben ser justas y eficaces, sino que deben ser bellas. El encanto duró poco, algo normal en un mundo que desde hace rato está desencantado. La mediocridad de los hacedores de leyes fue un obstáculo insuperable para Irma. Sus mejores esfuerzos cayeron en saco roto, cuando no le valieron poco corteses reprimendas. La casa de las leyes no toleraba la presencia y la voz de una poeta. Se fue de la Legislatura en silencio, un silencio que en privado se reprochó muchas veces. 
Como muchísimos otros en nuestra provincia, Irma Cuña se sentía rehén del implacable aparato clientelar del partido dominante. El cliente es una víctima, agobiada por las amenazas de los amos. A fines de 1999, Irma sufrió una de las peores humillaciones de su vida. Un hombrecito muy poderoso, que algunos suelen tomar por culto y refinado, le espetó sin rodeos el infamante calificativo de “ñoqui”. El dolor de Irma fue indecible. Recién se iniciaba el gobierno de la Alianza a nivel nacional y en Neuquén volvía al gobierno el MPN Blanco, acaudillado por Jorge Sobisch. La Argentina llevaba ya dos años de implacable recesión, y las arcas provinciales estaban exhaustas –entre otras cosas- porque el petróleo valía muy poco. Como de costumbre, el gobierno ajustó sus cuentas con los trabajadores. Hubo despidos y cesantías. A Irma Cuña la echaron de la Legislatura y debió refugiarse en esta Universidad, donde tampoco se sentía del todo bienvenida. Un ciclo se cerraba. Irma Cuña ya no trabajaba para la Provincia del Neuquén. Los hombres fuertes del Estado neuquino no la querían en su mundo gris. Recuerdo que, desde ese momento, comenzó a renegar aún más amargamente de su poema “Neuquina”. Sabía que sus versos ya eran parte del canon del chauvinismo oficial. Se le erizaban los pelos al imaginarse puesta en el panteón de los ficticios próceres del Estado, junto a Gregorio Álvarez y Marcelo Berbel. “Neuquina” cumplía la ominosa función de crear una “identidad” parroquial, un localismo retrógrado, conservador, con inocultables tonos xenofóbicos. Su poema era como aquella soga con que, en su infancia, la ataban a un álamo para que el viento no se la llevara volando. Irma sabía muy bien que el lugar de nacimiento es obra del azar, que no merece recompensa alguna, que no puede ser invocado para justificar diferencias entre personas. Irma no era neuquina por haber nacido en Neuquén, era neuquina por haber elegido vivir y morir en Neuquén. No me gustan las imágenes del poeta pobre, enfermo y desvalido. Prefiero ver a los poetas en bacanales y banquetes. La pobreza no es buena compañera de la poesía ni de nada. 
Lamentablemente, Irma Cuña vivió la pobreza en carne propia. En los últimos años intentó comprenderla un poco mejor. Volvió a leer los escritos económicos de su entrañable Enrique Silberstein. Se sentía un poco perpleja porque podía entender a Silberstein; pero no podía entender a los economistas de hoy. Silberstein escribía para ser comprendido, los economistas de ahora escriben para que nadie los entienda. Hay honrosas excepciones, por supuesto. Irma no se perdía un solo episodio de “El Baúl de Manuel”, en Página 12. Allí encontraba el tono que le era tan familiar, el tono de los economistas políticos y no el de los contadores, econometristas, y falsos profetas del mercado. También buscaba claves para descifrar el mundo y su mundo en las páginas de El Dipló.
Pero hay más: puede decirse sin sombra de duda que Irma cultivó una enorme sensibilidad por la justicia: como quería José Martí, sintió en su propia mejilla cada golpe que el imperialismo daba a las mejillas de cualquier ser humano del mundo. Se dirá que Irma no participó en política partidaria, que nada hizo para remediar las injusticias que la indignaban. Se dirá que sus acciones y sus presencias fueron ambiguas respecto de los partidos gobernantes. Algunos la acusarán de oportunismo, otros señalarán que sus principios flaquearon más de una vez, que su voz no se oyó en momentos decisivos. Quizá no muchos sepan cuánto le dolían sus propias contradicciones.

## Homenajes
El Dr. Gregorio Álvarez le dedicó el «Hais de ser mi compañía», poema de tono campesino cordillerano, escrito en un registro rural(…)
El viernes 10 de junio de 2005 se llevó a cabo el homenaje a la escritora neuquina denominado “Ecos de un reencuentro con Irma Cuña” que despertó el goce de volver nuevamente a sus palabras. El homenaje se realizó en la ciudad de Neuquén -en el Aula Magna de la Universidad Nacional del Comahue, con poemas, glosas y música- para conmemorar el primer aniversario del fallecimiento de la escritora neuquina. El músico Marcelo Piñeiro interpretó obras de la poeta y en piano estuvo Fernando Bertolami. A los poco días se realizó el mismo en Zapala.
Sus textos fueron leídos Lilí Muñoz, Nancy Köhl, Mercedes Rolla, Guillermo Inda, Guillermo Mascetti (escritores, amigos). 
Según afirmaría la Profesora y licenciada en Letras Marta Ester Ramos: las diferentes voces, unas más graves, otras más leves, pero todas sutiles y sentidas, para desentrañar la otra "voz", la de la entrañable Irma Cuña, que se permite una poesía visceral, que ejecuta casi todos los tonos, que a veces vuela con abejorros o mariposas ebrias y otras, se desangra en la soledad más infinita.
Quizá la palabra "homenaje" no revele con exactitud lo ofrecido. De alguna manera, creo que este encuentro fue una respuesta inefable a la necesidad imperiosa de disfrutar, conmovernos o incomodarnos nuevamente con la palabra de Irma. Las voces habían recorrido un camino que trazó huellas vívidas de este reencuentro con la poesía de Irma Cuña. Su exquisita sensibilidad, su amor a la "querencia", su desgarrada tristeza, sus íntimas dudas y afectos, se prodigaron en las palabras de sus transmisores. Ellos lograron lo deseado: perdurar en el sentir y la emoción, revivir los instantes que estremecen las hojas voladoras en el viento tan nombrado-, atreverse a penetrar en las angustiosas oquedades del alma de la poeta, sumergirse en las alas místicas, compartir los latidos del amor y del dolor, y, en fin, permitirnos esperar una nueva cita convocante.
Homenaje a la escritora Irma Cuña: mujer y poeta neuquina, realizado el 16 de mayo de 2004, por la revista Corirón, con la consigna “Partimos a olvidar nuestro dedo de sombra en el desierto”.
El 15 de mayo de 2008 se recordó a la escritora neuquina al cumplirse cuatro años de su fallecimiento, con un recital poético. La actividad fue organizada por la subsecretaría de Cultura, en el marco del ciclo Poesía en Concierto. La actividad se hizo en el marco del ciclo Poesía en Concierto, en la sala Alicia Fernández Rego (Neuquén capital).
El ciclo contemplaba la realización de recitales poéticos, acompañados por la exposición de obras de artísticos plásticos, ponencias y mesas de diálogo. En esa oportunidad, se interpretaron distintos textos de Cuña, quien se destacó como una de las pioneras en el ámbito literario local.
En los encuentros del ciclo participaron destacados escritores y poetas neuquinos; como Marta Ramos, Pascual Marrazo, Nancy Köhl, Eduardo Palma Moreno, Aldo Novelli, Horacio Bascuñán y Etherline Mikëska. El acompañamiento musical de las lecturas estuvo a cargo de Marcelo Piñeiro, Daniel Barreto y Ariel Oyola.
Programa dedicado a la obra de Irma Cuña, llamado “Poesía Junta”, perteneciente a El Señalador - Libros y cultura,  ciclo de microprogramas sobre literatura,  emitido por Canal 7 de Neuquén durante el año 2009, con producción de El Abrelatas SRL.
PROYECTO 9765 DE LEY EXPTE.D-392/16 presentado a la Legislatura de la provincia de Neuquén, el 7 de junio de 2016 por el Sr., Oscar SMOLJAN que propone que “institúyese el día 2 de septiembre de cada año como Día de la Poesía Neuquina, en homenaje a la Dra. Irma Cuña (1932-2004)”.
Existe en Facebook un grupo homenaje llamado: Grupo Irma Cuña - Neuquina
Científico, con poemas de la escritora.